# Всемогутній текст-процесор
«Всемогутній текст-процесор» або «Текстовий процесор богів» (англ. Word Processor of the Gods) — оповідання американського письменника Стівена Кінга в жанрі гуманітарної фантастики, опубліковане в журналі  «Playboy»  за січень 1983 під назвою «Текстовий процесор». Пізніше, в 1985 році зі зміненою назвою твір увійшов до авторського збірника «Команда скелетів».

## Історія написання
Основа історії прийшла Кінгу після покупки текст-процесора. Ідея машини, що створює і нищить матеріальні предмети, з'явилася у письменника, що зазнає симптоми отруєння, як спосіб позбавлення від лихого самопочуття. Ряд літературних критиків прихильно сприйняли твір, похваливши головного персонажа і оптимістичний фінал. Інші рецензенти вважали, що письменник не сприймає написане всерйоз, а щасливе закінчення має певну двозначність.

## Сюжет
Річард Хагстром (англ. Richard Hagstrom) не любив своїх дружину Ліну і сина Сета, вони давно стали йому чужими і хотіли від нього тільки грошей. У Річарда був старший брат Роджер, який в молодості відбив у Річарда дівчину Белінду, одружився з нею, але не цінував ні її, ні сина Джона — розумного і талановитого хлопця. До нещастя для Річарда, вони нещодавно загинули в автокатастрофі, за кермом був п'яний Роджер. Після смерті Джона з'ясувалося, що він готував для свого дядька на день народження подарунок — саморобний текст-процесор.
Річард перевозить комп'ютер до себе і виявляє, що він володіє незвичайною властивістю. Набрані на ньому твердження стають реальністю, а набрані і видалені — безслідно з реальності зникають. Спочатку Хагстром створює таким чином деяку кількість золотих монет. Потім він «викреслює» свого сина Сета. Вийшовши з кімнати, Річард виявляє повну відсутність будь-яких слідів його існування. Нарешті він позбавляється цим способом від дружини Ліни, і воскрешає загиблого племінника Джона і його матір Белінду, але вже як своїх дружину і сина. Після цього комп'ютер згорає від перевантаження.

## Переклади українською
- Стівен Кінґ. Текстовий процесор. Переклад з англійської: Віктор Колечко. Київ: журнал «Всесвіт».1994, № 5-6[2].

## Екранізації
Оповідання було екранізовано як один з епізодів телесеріалу «Казки з темного боку».

## Виноски
1. ↑  У 1980-ті так називали примітивні, за сучасними мірками, комп'ютери, призначені лише для набору і друку тексту.
2. ↑  8 серія 1 сезону. Серія називається «Word Processor of the Gods».